# 葛飾区立立石図書館
葛飾区立立石図書館（かつしかくりつたていしとしょかん）は、東京都葛飾区立石一丁目にある公共図書館。
 1949年1月に葛飾区内で最初に開設された区立図書館である。現在は葛飾区かつしかエコライフプラザとの複合施設内にある。

## 概要

### 開館時間
- 開館時間
  - 9:00 - 22:00（日曜日・祝日は20:00まで）

### 各階フロア
- 4階[2]
  - 閲覧室
  - 環境・３R情報コーナー
  - ビジネスパソコンコーナー
- 3階
  - 一般図書コーナー（リファレンスカウンター）
  - ヤングアダルトコーナー
  - ビジネス支援コーナー
  - 地域資料コーナー
  - 閉架図書室
- 2階
  - 児童室（児童カウンター）
  - おはなしのへや
  - 対面朗読室
    - （研修室）･･･エコライフプラザ
    - （エコ校房）･･･エコライフプラザ
    - （エコ展示・学習コーナー）･･･エコライフプラザ
- 1階
  - ロビー（総合案内）
  - 図書館カウンター（自動貸出機・簡易返却機・ブックポスト）
  - 予約資料コーナー
  - 新聞・雑誌・CDコーナー
  - 喫茶コーナー 「タッセル」
    - （日用不要品販売コーナー）･･･エコライフプラザ
    - （リユース家具展示・販売コーナー）･･･エコライフプラザ

### 所蔵数、その他情報
- 所蔵図書　
  - 一般書 75,463冊 児童書 23,648冊 AV資料 3,752点
- 葛飾区かつしかエコライフプラザが併設されている。

## 沿革

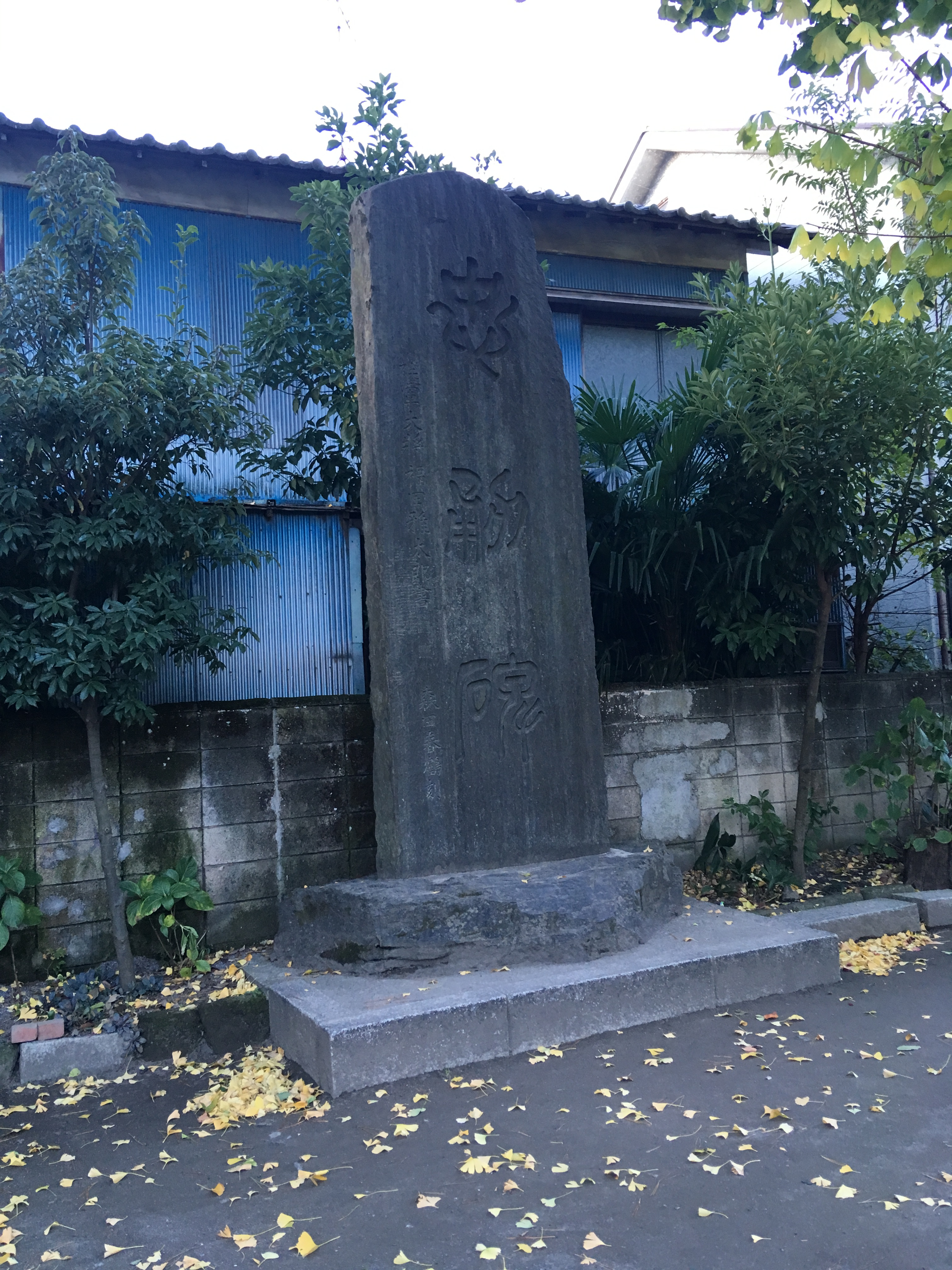
1971年の解体時まで図書館の脇に建っていた石碑。立石熊野神社に移設されている

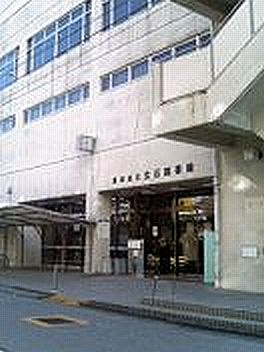
2009年までの立石図書館入口

- 1949年1月 - 葛飾区本田町17番地に葛飾図書館として開館。
- 1950年4月 - 大人2円、子ども1円だった閲覧料を廃止。
- 1955年7月 - 隣接する旧本田職業安定所の建物を改築して現在地（立石一丁目9番1号)に移転。
(本田町役場および葛飾区役所跡地。当時は葛飾区本田町1番地[5][6]
- 1961年3月 - 79.2m2増築。
- 1966年12月 - 66.0m2増築。
- 1967年2月 - 葛飾区立立石図書館に改称。
- 1967年4月 - 葛飾区立葛飾図書館 (のちの新宿図書センター)開館。
- 1971年11月 - 改築のため休館。
- 1973年5月 - 再開。
- 1987年6月 - 葛飾区立鎌倉図書館開館。葛飾、立石、鎌倉３館によるオンラインサービス開始。
(翌年6月、全館オンライン化)
- 2009年3月24日 - 建替え工事のため休館。立石サービスコーナー開設（立石1-9-12)。[7]
解体は隣接する清掃事務所立石分室（立石1-9-3)ともに行われた。[8][9]
- 2011年6月30日 - かつしかエコライフプラザとの複合施設として開館。サービスコーナー終了(6/26)。

## 交通機関
鉄道
- 京成電鉄京成押上線
  - 京成立石駅下車南口より徒歩5分

路線バス
- 京成タウンバス　新小52・新小岩52乙系統
  - 本田小学校下車徒歩2分